# 滇蕨
滇蕨（学名：[Cheilanthopsis indusiosa] 错误：{{Lang}}：文本有斜体标记（帮助））为岩蕨科滇蕨属下的一个种。

## 扩展阅读
- 維基物種上的相關：滇蕨